# Le scandale
Le Scandale is een Franse misdaadfilm uit 1967 onder regie van Claude Chabrol.

## Verhaal
Een verbouwster van champagne wil verkopen aan de Amerikanen, maar ze is geen eigenaar van een merk dat toebehoort aan de beste vriend van haar man. Op een morgen wordt die vriend wakker naast het lijk van een prostituee. Daardoor kan hij afgeperst worden om de rechten op het champagnemerk af te staan.

## Rolverdeling
| Acteur           | Personage   |
| ---------------- | ----------- |
| Anthony Perkins  | Christopher |
| Maurice Ronet    | Paul        |
| Yvonne Furneaux  | Christine   |
| Stéphane Audran  | Jacqueline  |
| Annie Vidal      | Blonde      |
| Henry Jones      | Clark       |
| Catherine Sola   | Denise      |
| George Skaff     | Pfeiffer    |
| Christa Lang     | Paula       |
| Marie-Ange Aniès | Michele     |
| Suzanne Lloyd    | Evelyn      |